# Космическая программа Турции

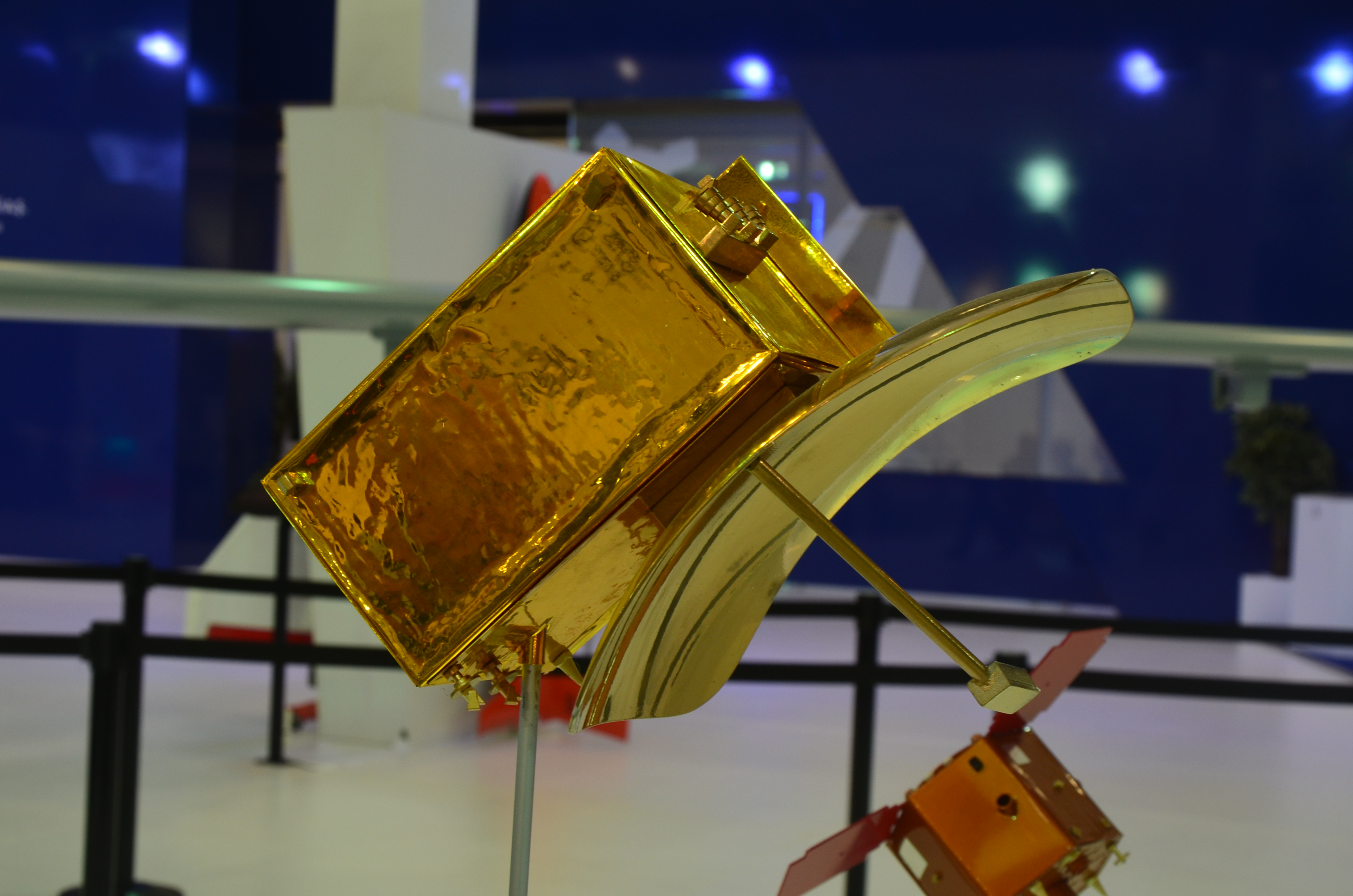
Модель спутника Göktürk-3

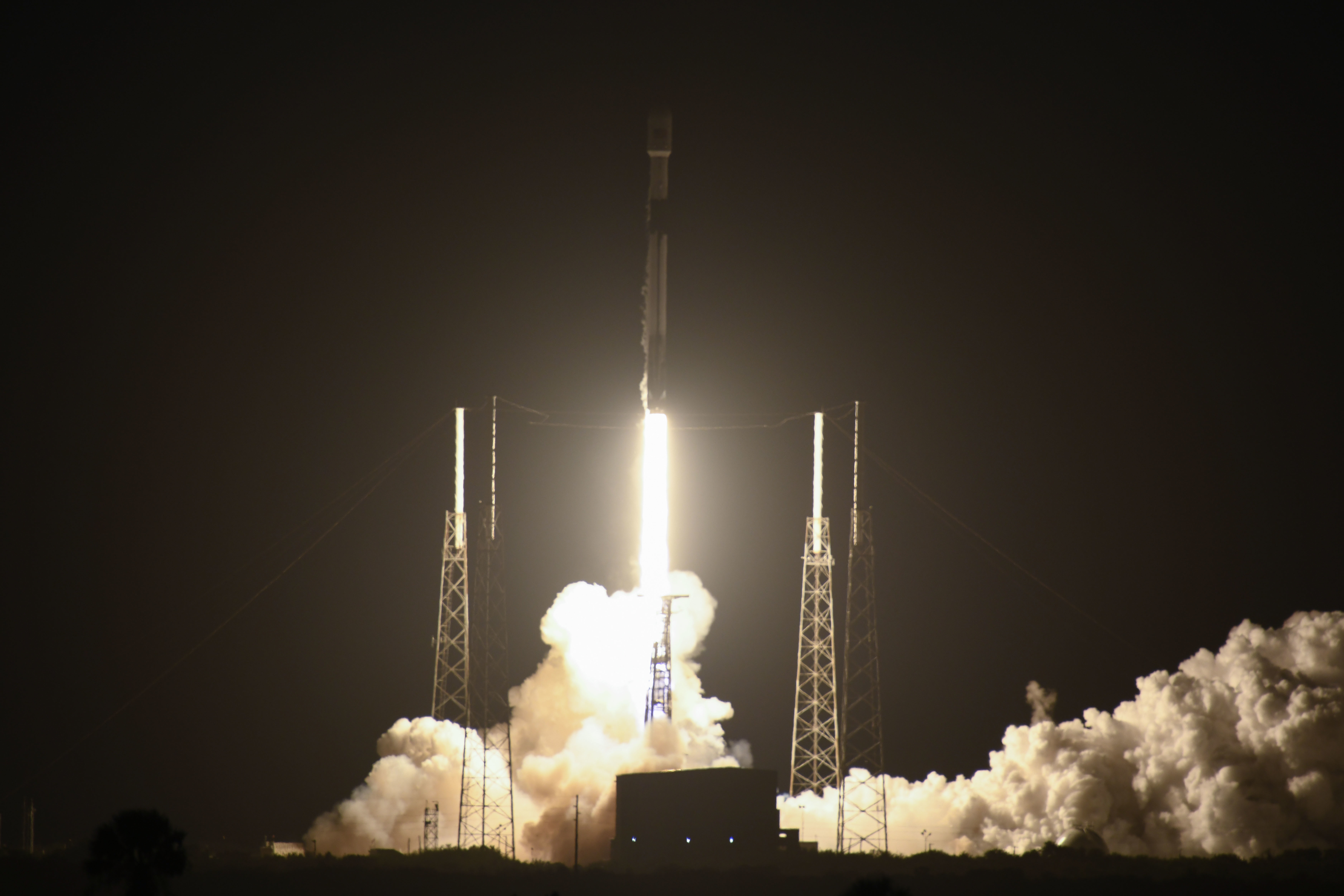
Запуск спутника Türksat 5A с космодрома на мысе Канаверал

Космическая программа Турции отсчитывает свою историю с 1993 года. С 2018 года развитием программы занимается Турецкое космическое агентство. Турцией уже были запущены несколько искусственных спутников Земли, среди её действующих целей — отправка к 2026 году космического корабля к Луне. 19 января 2024 года в космос отправился первый в истории турецкий космонавт — полковник ВВС Турции Альпер Гезеравджи.

## История
В 1993 году под руководством Совета Турции по научно-техническим исследованиям была учреждена космическая программа как составляющая политики развития науки и технологии в Турции. Космические исследования были обозначены в этой программе в качестве приоритетных. В 2001 году военно-воздушным силам Турции было предложено сформировать рекомендации в плане учреждения национального космического агентства: его отсутствие сильно тормозило освоение страной космического пространства. Среди целей будущего национального космического агентства были оглашены развитие космических технологий и последующее снижение ресурсозависимости с их помощью, а также усиление международного влияния Турции и повышение её авторитета на международной арене.
13 декабря 2018 года в соответствии с указом президента страны Реджепа Тайипа Эрдогана № 23 было официально образовано Турецкое космическое агентство. Реакция на его учреждение была неоднозначной: сторонники утверждали, что оно поможет остановить утечку мозгов и стимулирует развитие науки в стране, в то время как противники (преимущественно оппозиция Эрдогану) считали, что в условиях финансового кризиса турецкая экономика может не выдержать дополнительных расходов на науку.

## Планы развития
9 февраля 2021 года Реджеп Тайип Эрдоган представил программу развития космической отрасли Турции, подготовленную Турецким космическим агентством и предполагавшую реализацию этих планов в течение 10 лет. В программу вошли 10 амбициозных целей, а сама она получила название «Если хочешь увидеть Луну, посмотри на небо». Программа содержала следующие пункты:
- организация жёсткой посадки на Луну в 2023 году в годовщину 100-летия образования Турецкой Республики с использованием оригинальной гибридной турецкой ракеты, запущенной на низкую орбиту при международной кооперации[7][5] и последующая подготовка полёта на Луну и мягкой посадки в 2028 году при участии собственных ракет с двигателями национальной разработки[7];
- реализация программы развития собственной спутниковой связи[7] и разработка собственного бренда для соревнования в области разработки спутников нового поколения[5];
- разработка Региональной системы позиционирования и синхронизации времени[англ.] (BKZS) — аналогами в других странах являются американская система GPS, российская ГЛОНАСС, европейская GALILEO и китайская BEIDOU[8];
- обеспечение беспрепятственного доступа к космосу и создания собственного космодрома[9] с международным участием[5];
- дальнейшее осуществление технологических исследований в области метеорологии путём привлечения инвестиций, интеграции в проекты исследования «космической погоды» и учреждения специального подразделения, собирающего сведения в этой области[10];
- наблюдение и отслеживание космических объектов с Земли, предполагавшее объединение Национальной обсерватории TÜBİTAK (TUG) в Анталье и Восточно-Анатолийский обсерватории (DAG) в Эрзуруме[10]; установку оптических систем по всей стране и запуск малых проектов по разработке технологий для неоптических систем[11];
- развитие экосистемы космической промышленности[12];
- образование Зоны развития космических технологий, в которой смогут разместиться отечественные и зарубежные инвесторы[12][13];
- реализация стратегии осведомлённости о космосе и развития человеческих ресурсов путём формирования учебных программ в университетах; организации международных летних школ, курсов и семинаров; поощрение отраслевой научной и общественной деятельности; повышение интереса молодёжи к космосу[12];
- отправка гражданина Турции в космос[12][13] и осуществление научной миссии[14].

В дальнейшем срок планового первого полёта турецкого космического корабля на Луну был перенесён на 2026 год. В настоящее время действует Стратегический план развития на 2022—2026 годы, подготовленный Департаментом стратегического планирования Турецкого космического агентства, включающий четыре пункта: укрепление институционального потенциала; развитие космической и авиационной отрасли и экосистемы Турции; повышение национальной и международной эффективности агентства; лидерство в развитии интереса к аэрокосмическим наукам и технологиям.
Партнёрами Турции в вопросах развития космической программы являются 20 стран (в том числе Россия и США), 5 международных фирм, 7 международных учреждений и организаций (в том числе Blue Origin, AXIOM, Lockheed Martin и Rocket Lab).

## Искусственные спутники
В 1994 году государственная компания Türksat начала осуществлять запуски одноимённых искусственных спутников собственного производства. Первая попытка запуска спутника Türksat 1A была предпринята 24 января 1994 года с Гвианского космического центра, однако ракета-носитель Ariane-44LP H10+ из-за выхода из строя двигателя не смогла вывести спутник на орбиту и упала в море. Первый успешный запуск спутника Türksat 1B состоялся 10 августа 1994 года с использованием той же ракеты, также запущенной с космодрома в Гвиане; 10 октября 1994 года спутник начал свою работу. В настоящее время за исследование и разработки в области космических технологий отвечает Исследовательский институт космических технологий TÜBİTAK, при участии которого были запущены множество искусственных спутников Земли, предназначенных для наблюдения за планетой.
Среди спутников зондирования Земли и разведывательных космических аппаратов военного предназначения известны BILSAT-1, RASAT, Göktürk-1 и Göktürk-2. Из них только RASAT и Göktürk-2 были произведены без участия зарубежных компаний. Также разрабатывается турецкая Система космических запусков.
В январе 2021 года при помощи ракеты компании SpaceX Турция запустила свой седьмой искусственный спутник. К началу 2022 года число запущенных спутников связи достигло 8.

## Космонавты
19 января 2024 года в рамках миссии SpaceX AX-3 (Axiom Mission 3) с космодрома во Флориде был запущен космический корабль Crew Dragon, среди членов экипажа которого был полковник ВВС Турции Альпер Гезеравджи — первый турецкий космонавт, который провёл в космосе 14 суток. В ходе своего полёта Гезеравджи провёл на борту Международной космической станции 13 научных экспериментов, подготовленных научно-исследовательскими институтами Турции. После завершения полёта Гезеравджи вернулся в Турцию 12 февраля 2024 года.